# آموک
آموک (انگلیسی: Amok) یک فیلم به کارگردانی سهیل بن برکه است که در سال ۱۹۸۳ منتشر شد.